# Линейные корабли типа «Куин Элизабет»
Линкоры типа Queen Elizabeth — пять британских супердредноутов Королевского ВМФ Британии. Головное судно серии было названо в честь английской королевы Елизаветы I. Эта серия кораблей превосходила своих предшественников — дредноуты типа Айрон Дюк в Королевском ВМФ по огневой мощи и скорости. Также на линкорах типа «Куин Элизабет» впервые было введено нефтяное отопление котлов. Всего было построено 5 дредноутов: «Куин Элизабет», «Уорспайт», «Барэм», «Вэлиант», 5-й дредноут финансировала Малайская Федерация, который получил имя «Малайя».

## История проектирования
Первоначально по программе 1912—1913 года планировалось заказать три линейных корабля и один линейный крейсер. Их эскизные проекты были подготовлены и переданы для утверждения в Комитет Адмиралтейства в начале 1912 года. Подробностей по этим проектам не сохранилось, но известно что линкоры были усовершенствованным проектом предыдущего типа — «Дюк оф Йорк», с десятью 343-мм орудиями и скоростью в 21 узел. К этому времени стало известно о строительстве в США и Японии линкоров с 356-мм орудиями. Также поступили ошибочные сведения о том, что новые германские линейные корабли типа «Кёниг» также будут нести орудия подобного калибра. Развернулась дискуссия о необходимости увеличения мощности бортового залпа. Имелся печальный опыт создания 50-калиберного 305-мм орудия, поэтому от увеличения длинны ствола имеющегося орудия отказались. Очевидно необходимо было переходить на 45-калиберные 381-мм орудия, с чем соглашались многие члены Комитета. Но не было не только готовых орудий, но даже опытного образца. Обычно орудия и башни из-за большого времени производства заказывались до заказа кораблей. А до этого необходимо было создать и испытать опытный образец орудия, что заняло бы по меньшей мере год. В таком случае это приводило к задержке в закладке кораблей программы 1912 года.
В этой ситуации Первый лорд Адмиралтейства Уинстон Черчилль предложил перескочить через 356 мм калибр, и перейти к созданию 381 мм. Немаловажным фактором, повлиявшим на такое решение послужило то, что директор Оружейного департамента контр-адмирал Мур был настолько уверен в успехе, что готов был «поставить на карту свою карьеру». Ради секретности разработка нового орудия шла под названием ‘14in Experimental’ («14 дюймовое (356-мм) экспериментальное»).
За основу взяли линейные корабли типа «Айрон Дюк», получив линкор с 10 381-мм орудиями, со скоростью в 21 узел и 330-мм броневым поясом. При его обсуждении заметили, что даже восемь новых орудий дадут залп больше чем у 10 «Айрон Дюка» (при сокращении 381 мм орудий до 8 бортовой залп составлял 6804 кг, по сравнению с 6250 кг, выбрасываемых 10 343 мм орудиями «Айрон Дюка»). При этом можно убрать пятую центральную башню, что облегчит компоновку машинных и котельных отделений. Увеличив мощность силовой установки можно будет поднять скорость на 4-5 уз. И вместо обычного микса из линкоров и линейных крейсеров построить «быстроходную дивизию» линкоров. Такие корабли способны будут обеспечить охват головы колонны противника (поставить палочку над Т) или быстро усилить любую из частей линии. Идея подобного линкора была не нова — еще во времена строительства «Дредноута» рассматривался «проект Х» быстроходного линкора с 25-узловой скоростью, бронированием и вооружением как у «Дредноута». Тогда от его разработки отказались из-за значительного роста стоимости. Эволюция линейного крейсера привела к тому, что 343-мм британские линейные крейсера уже были крупнее и дороже современных им линкоров. Некоторые британские адмиралы весьма скептически относились к их боевым качествам в случае использования в линейном бою основных сил, потому что слабое бронирование не позволит им выдержать бой с линкорами. Ярым критиком «кошек Фишера» был Первый морской лорд сэр Фрэнсис Бриджемэн. Он считал, что если уж платить денег больше, чем за стандартный линкор, то нужно строить полноценный быстроходный линкор — с высокой скоростью, но с вооружением и бронированием как у полноценного линкора.
Время шло, а утвержденного проекта линкора не было. Поэтому парламент в марте 1912 года вынужден был утвердить программу строительства четырех «бронированных кораблей» (armoured ships). Исследования Военно-Морской Академии показали, что скорости в 25 узлов будет достаточно, чтобы «поставить палочку над Т» в бою против германских линкоров, которые будут построены к 1914—1915 годам. Эта скорость и была взята для разработки проекта. Были подготовлены и 15 июня 1912 года поданы на рассмотрение Комитета три проекта — R3, R3* и R4.
| Харктеристики проектов от 15 июня 1912 года | Харктеристики проектов от 15 июня 1912 года | Харктеристики проектов от 15 июня 1912 года | Харктеристики проектов от 15 июня 1912 года | Харктеристики проектов от 15 июня 1912 года |
| Проект                                      | «Айрон Дюк»                                 | R3                                          | R3*                                         | R4                                          |
| ------------------------------------------- | ------------------------------------------- | ------------------------------------------- | ------------------------------------------- | ------------------------------------------- |
| водоизмещение, дл. т.                       | 25000                                       | 27000                                       | 27000                                       | 27000                                       |
| длина между перпендикулярами, м             | 176,9                                       | 183                                         | 182                                         | 187,58                                      |
| ширина, м                                   | 27,45                                       | 27,57                                       | 27,57                                       | 27,45                                       |
| осадка, м                                   | 8,54                                        | 8,66                                        | 8,66                                        | 8,66                                        |
| главный калибр                              | 10×343-мм                                   | 8×381-мм                                    | 8×381-мм                                    | 8×381-мм                                    |
| средний калибр                              | 12×152-мм                                   | 16×152-мм                                   | 16×152-мм                                   | 16×152-мм                                   |
| Бронирование, мм                            |                                             |                                             |                                             |                                             |
| главный броневой пояс                       | 305                                         | 330                                         | 305 и 330                                   | 330                                         |
| верхний броневой пояс                       | 203 и 152                                   | 203 и 152                                   | 152                                         | 203 и 152                                   |
| боевая рубка                                | 280                                         | 305                                         | 280                                         | 305                                         |
| барбеты ГК                                  | 254                                         | 280                                         | 254                                         | 280                                         |
| стенки башен ГК                             | 280                                         | 305                                         | 280                                         | 305                                         |
| крыши башен ГК                              | 102 и 76,2                                  | 127                                         | 127                                         | 127                                         |
| противоторпедная переборка                  | 38 и 25,4                                   | 38 и 25,4                                   | 50,8 и 38                                   | 38 и 25,4                                   |

Размещение вооружения на проектах R3 и R3* в целом повторяло таковое на «Айрон Дюке», за исключением того, что была убрана средняя башня главного калибра (ГК). На проекте R4 башни ГК размещались как на «Тайгере» — между третьей и четвертой башней располагались турбинные отделения. Из-за этого R4 был на 4,6 м длиннее и на 30 т тяжелее.
Схема бронирования R3 и R4 была аналогична «Айрон Дюку», но толщина главного бронепояса, боевой рубки, барбетов и башен ГК была увеличена на дюйм (25,4 мм). На этих проектах противоторпедная защита повторяла «Айрон Дюк» — противоторпедная переборка (ПТП) толщиной 25 мм напротив машинных отделений и 38 мм в районе погребов и угольные бункеры в районе котельных отделений. На проекте R3* ПТП была сплошной, толщиной 51 мм районе погребов машинных отделений и уменьшалась до 38 мм в районе котельных отделений, где дополнительную защиту обеспечивали угольные бункеры. Для компенсации веса этой ПТП пришлось на дюйм (25,4 мм) уменьшить толщину верхнего пояса, главного пояса в районе погребов и котельных отделений (в районе машинных отделений она оставалась 330-мм толщины), а также башен и барбетов ГК.
На всех проектах основным топливом котлов была нефть, так как по другому обеспечить достижение 25 узловой скорости было невозможно. Стоимость строительства проекта R3 на казённой верфи должна была составить 2,1 млн фунт. ст. Проект R3* должен был выйти на 30 тыс. фун. ст. дешевле, а R4 на 30 тыс. дороже. 15 июня к дальнейшей проработке был одобрен проект R3*, с решением полностью отказаться угля и перейти на нефть. Имелись опасения насчет возможности воспламенения нефти. Отказ от угольных бункеров также снижал возможности противоторпедной защиты. Но за счет экономии в весе можно было сделать ПТП толщиной 51 мм по всей длине и толщину пояса по ватерлинии увеличить до 330-мм. В таком виде проект был одобрен Контролёром флота и 20 июня передан для разработки детальных чертежей.
Строительство новых быстроходных линкоров посчитали настолько важным, что от строительства линейного крейсера по программе 1912 года отказались. В середине 1912 года была заказана постройка четырех линейных кораблей по проекту R3*. Строительство пятого корабля в качестве подарка Метрополии оплатила Малайская Федерация, в честь чего он и получил имя «Малайя». В рамках программы 1914 года была предусмотрена постройка шестого корабля этого типа с названием «Эджинкорт» (Agincourt). Заказ на его постройку был выдан, но после начала войны аннулирован.

## Конструкция
Размещение батареи противоминных орудий было безусловно слабым местом в проекте. Как и на «Айрон Дюке», они страдали тем же — в свежую погоду заливались водой.
Пару кормовых орудий пришлось демонтировать.

### Защита

#### Бронирование
Схема бронирования была развитием схемы бронирования линкоров типа «Айрон Дюк». Вертикальная броня была перераспределена по толщине, а горизонтальная получила другое распределение по палубам. Главный пояс шел между барбетами концевых башен. Он набирался из плит шириной 4,57 м и высотой 3,96 м с двойным скосом — снизу и сверху. Центральная часть плиты высотой 1,83 м имела толщину 330 мм. В нижней части плиты, начиная с расстояния 0,91 м от края, толщина брони клинообразно уменьшалась с 330 мм до 203 мм. В верхней части с расстояния примерно 1,22 м толщина уменьшалась до 152 мм. Такая форма плит стала улучшением по сравнению с поясом «Айрон Дюка», поскольку его пояс набирался из трёх рядов плит толщиной 203, 305 и 229 мм соответственно. Идеальной боевой осадкой считалась осадка в 9,47 м, когда нижняя кромка главного пояса погружалась в воду на 1,85 м. Над главным поясом шёл верхний пояс толщиной 152 мм, что было единственным ухудшением по сравнению с «Айрон Дюк», у которого этот пояс был 203 мм.
Остальная вертикальная броня была такой же, как на «Айрон Дюке», или усилена. Броневой пояс замыкался в носу и корме траверзами толщиной 102 мм. На уровне барбетов концевых башен в носу и корме шёл барбет толщиной 152 мм. У башен ГК лоб имел толщину 330 мм, стенки — 279 мм, крыша — 108 мм. Их барбеты имели секторное бронирование. Внешние части барбетов над главным поясом имели толщину 254 мм, с уменьшением толщины внутренних частей до 178 мм. На уровне, прикрытом главным бронепоясом, толщина барбетов уменьшалась до 152 и 102 мм соответственно. Каземат 152-мм орудий прикрывался 152-мм броней. Боевая рубка имела толщину стенок 279 мм и крыши — 76 мм. Броневой вращающийся колпак защищался 102-мм броней.
Палубная защита вызывала больше всего нареканий. Она была уменьшена по толщине и к тому же распределена по четырём палубам. Палуба полубака над 152-мм батареей имела толщину 25,4 мм. Верхняя палуба между барбетами концевых башен «A» и «Y» имела толщину от 51 до 32 мм. Главная палуба в оконечностях прикрывалась броней толщиной 32 мм. Нижняя карапасная палуба в корме имела толщину 76 мм и 63 мм над рулевым приводом. В носу нижняя палуба имела толщину 25 мм. Ютландское сражение показало недостаточность горизонтального бронирования, в итоге оно было усилено. Над погребами на главной и средней палубе были уложены дополнительные листы высокопрочной стали толщиной 25,4 мм.

#### Противоторпедная защита
Проектом предусматривалась установка бортовых противоторпедных сетей. Но в середине 1912 года был сделан вывод о том, что они в сложенном положении в бою они подвержены попаданиям снарядов. Упавшие в воду сети могли быть намотаны на винт или вывести из строя рулевое устройство. Плюс они были достаточно тяжелы. При массе в 120 т их крепления к тому же ослабляли бортовую броню. Поэтому еще на этапе проектирования от их установки на линкоры типа «Куин Элизабет» было решено отказаться. Сэкономленный вес использовали на усиление конструктивной подводной защиты.
Главным компонентом конструктивной защиты была противоторпедная переборка (ПТП) общей толщиной 50,8 мм. В ряде мест она проходила через топливные цистерны, что потребовало тщательной проработки их конструкции. ПТП изготавливалась из двух слоев высокопрочной стали HT (High-tensile). Переборка простиралась от носовых до кормовых отсеков торпедных аппаратов. По высоте она начиналась от днища и доходила до средней палубы и отстояла примерно на 1,8 м от борта. Оконечности переборок замыкались траверзами толщиной 50,8 мм. После Ютланда траверзы усилили плитами толщиной 25,4 мм.

### Вооружение
| Основные баллистические данные британских орудий главного калибра | Основные баллистические данные британских орудий главного калибра | Основные баллистические данные британских орудий главного калибра | Основные баллистические данные британских орудий главного калибра | Основные баллистические данные британских орудий главного калибра | Основные баллистические данные британских орудий главного калибра |
| Калибр (мм)                                                       | 305                                                               | 305                                                               | 343                                                               | 343                                                               | 381                                                               |
| ----------------------------------------------------------------- | ----------------------------------------------------------------- | ----------------------------------------------------------------- | ----------------------------------------------------------------- | ----------------------------------------------------------------- | ----------------------------------------------------------------- |
| Марка                                                             | X                                                                 | XI                                                                | V(L)                                                              | V(H)                                                              | I                                                                 |
| Длина ствола (калибров)                                           | 45                                                                | 50                                                                | 45                                                                | 45                                                                | 42                                                                |
| Вес орудия без замка (кг)                                         | 57 708                                                            | 66 700,4                                                          | 76 198,4                                                          | 76 198,4                                                          | 98 704,4                                                          |
| Вес снаряда (кг)                                                  | 385,55                                                            | 385,55                                                            | 566,98                                                            | 635,02                                                            | 870,89                                                            |
| Вес заряда (кг)                                                   | 117                                                               | 139,25                                                            | 132,9                                                             | 134,78                                                            | 194,1                                                             |
| Начальная скорость снаряда (м/с)                                  | 869,25                                                            | 918,051                                                           | 787                                                               | 762,5                                                             | 747,25                                                            |
| Бронепробиваемость снаряда (мм) у дульного среза                  | 406                                                               | 426                                                               | 439                                                               | 439                                                               | 457                                                               |
| Скорость снаряда (м/с) на дистанции 9140 м                        | 579,5                                                             | 610                                                               | 579,5                                                             | 554,25                                                            | 554,25                                                            |
| Энергия снаряда (кгс·м) на дистанции 9140 м                       | 6 587 723                                                         | 7 299 976                                                         | 9 688 010                                                         | 10 287 316                                                        | 14 107 700                                                        |
| Бронепробиваемость снаряда (мм) на дистанции 9140 м               | 259                                                               | 284                                                               | 320                                                               | 318                                                               | 356                                                               |

Главный калибр
Главным вооружением линкоров были восемь 381-мм орудий, расположенных в четырёх двухорудийных башнях, установленных по линейно-возвышенной схеме. Памятуя о неудаче с 50-калиберным 305-мм орудием Mk.XI, 381-мм орудие Mk.I получило ствол длиной 45 калибров и тяжелый снаряд со сравнительно низкой начальной скоростью. Орудие оказалось очень надёжным и удачным. После принятия на вооружение более совершенных 879-кг снарядов, разработанных c учётом опыта Ютландского сражения, считалось одним из самых полноценных крупнокалиберных орудий Королевского флота.
За основу конструкции башенной установки была взята 343-мм башня. При разработке новой башни была учтена более сильная отдача при выстреле. Возросший до 770 т вес вращающейся части компенсировался использованием для горизонтального наведения аксиального гидромотора с управляющей шайбой (англ. hidrauliс swash-plate engine). Это позволило получить более спокойное и плавное движение, чем у приводов более ранних линкоров. Установка обеспечивала заряжание при любом угле вертикального наведения вплоть до максимального в 20°. При максимальном угле возвышения 20° обеспечивалась максимальная дальность в 22,4 км. Скорострельность на ствол составила 2 выстрела в минуту. Боезапас составил по 100 снарядов на ствол.
Противоминный калибр
Проектом предусматривалась установка шестнадцати 152-ми орудий Mk.XII.L/45 на лафетах P-IX. Двенадцать устанавливались в каземате на верхней палубе и ещё четыре, для стрельбы в корму, на главной палубе. Опыт эксплуатации линкоров «Айрон Дюк», имевших подобное размещение орудий, показал, что они сильно заливались водой. Фактически их невозможно было использовать в открытом море даже при очень небольшом волнении. На «Айрон Дюке» попытались решить проблемы, сняв крышки орудийных постов и установив резиновые уплотнения между стенкой борта и щитом орудия. Помогло это только частично и, чтобы предотвратить растекание воды, позади орудий была установлена невысокая перегородка. На новых линкорах также внедрили эти меры, установив перегородку высотой 75-мм позади орудий. «Куин Элизабет» вошла в строй с 16 орудиями, но проблема с заливаемостью орудий все равно оставалась актуальной. Особенно для кормовой группы, расположенной очень низко над уровнем воды. В мае 1915 года четыре кормовых орудия были сняты. Вместо них на баке установлены две палубные установки. На остальных линкорах серии такую замену произвели ещё во время постройки. Однако в 1916 году были сняты и эти два кормовых орудия, так что линкоры получили в корме 90-градусный «мертвый» сектор огня, так как бортовые орудия могли стрелять в сторону кормы только под углом 45° от диаметральной плоскости. Орудия в каземате отделялись друг от друга броневой 38-мм переборкой. С тыла они не были прикрыты, но по диаметральной плоскости шла 51-мм переборка. Боезапас составлял по 130 выстрелов на орудие плюс 100 осветительных снарядов на корабль.
Подача снарядов из погреба производилась двумя подъёмниками, по одному в носовой части батарей правого и левого борта. Для подачи пороховых зарядов рядом с ними располагались люки Миллерса. Подача зарядов с главной палубы через них производилась с помощью талей, с приводом от обычного барабанного шпиля. На главной палубе рядом с талями располагались L-образные кранцы первых выстрелов, с запасом 30 зарядов на орудие. Такая схема подачи зарядов была традиционна для британских дредноутов и отличалась от до-дредноутов. На броненосцах типа «Кинг Эдуард VII» для подачи зарядов к 152-мм орудиям также применялись подъёмники, обеспечивающие более высокий темп подачи. Для дредноутов же выбрали схему с разрывом в цепочке подачи зарядов между погребом и батареей. На броненосцах высокий темп стрельбы был необходим, потому что 152-мм орудия планировалось использовать наряду с главным калибром в линейном бою основных сил. У дредноутов же противоминные орудия предназначались для того, чтобы отбивать атаки миноносцев, для чего длительный высокий темп стрельбы был не нужен. Зато разрыв в цепочке подачи зарядов между погребом и батареей, в теории, давал лучшую защиту погребов от проникновения огня при попаданиях. По факту более медленная подача боезапаса приводила к практике складирования у орудий большого числа готовых картузов. В Ютландском сражении попадания в каземат «Бархэма» и «Малайи» привели к возгоранию этих картузов и пожару с большими жертвами. Поэтому люки Миллерса для зарядов были сняты и заменены на подъемники. У верхнего края подъемников были сделаны специальные помещения для промежуточного хранения картузов, со стенками из 25,4-мм листов. Обсуждалась установка переборок позади орудий, но от этой идет отказались, чтобы не затруднять передачу команд к орудиям.
Малокалиберная артиллерия
Для противовоздушной обороны на палубе бака по бокам от дымовой трубы устанавливались два 76,2-мм зенитных орудия. Во время войны их хотели заменить на 102-мм зенитки с установкой на место снятых 152-мм кормовых установок, но это так и не было сделано. Из-за дефицита зенитных орудий «Куин Элизабет» вошла в строй с временной установкой одного 76,2- и одного 47-мм орудия. Какое-то время обсуждалась установка дополнительных 76,2-мм противоминных орудий, но от идеи установки третьего калибра отказались, решив, что они мало что дадут в дополнение к 152-мм орудиям.
Вооружение дополняли 4 3-фунтовые салютные пушки с боезапасом по 64 выстрела на орудие и пять пулеметов типа «Максим».
Оборудование управления стрельбой
По проекту для управления орудиями главного калибра в бронированном вращающемся колпаке над боевой рубкой располагался центральный пост управления стрельбой, с 4,57-м дальномером установленным в верхней части бронеколпака. В январе 1915 года было принято решение оснастить все дредноуты приборами центральной наводки для главного калибра. На линкорах типа «Куин Элизабет» это было сделано еще в процессе достройки. Один комплект приборов был установлен в имеющемся бронеколпаке на боевой рубке. Второй располагался в башенке директора на фор-марсе. Оба поста оснащались визирным устройством для горизонтальной наводки. На фор марсе вместе с директором устанавливался 2,74-м (9-футовый) дальномер. Всего имелось пять 4,57-м дальномеров. Кроме бронеколпака, по одному стояло в каждой башне главного калибра. В носовой возвышенной башне «В» располагался резервный пост управления, из которого можно было управлять огнем всех 381-мм орудий. Также каждая башня имела визиры для локального наведения. К концу первой мировой войны 4,57-и дальномеры на возвышенных башнях «B» и «X» были заменены на 9,1-м (30-футовые).
По проекту для управления огнем 152-мм по диаметральной плоскости перед боевой рубкой должен был устанавливаться директор. Оборудование для них было заказно еще в 1914 году, но из-за недостаточного темпа производства на «Куин Элизабет» лишь в ноябре-декабре 1916 года установили временный пост. В мае 1917 года он был заменен на штатный директор 152-мм орудий. «Малайя» и «Вэлиант» получили их в апреле 1917 года, а «Бархэм» и «Уорспайт» в июле 1917. В 1917 году центральный директор был заменен двумя директорами, которые располагались по бокам компасной платформы на носовой надстройке.
Торпедное вооружение
На линкорах ниже ватерлинии, на палубе платформы (platform deck) располагались два торпедных отсека. Один перед погребом носовой концевой башни «A», второй позади погреба кормовой концевой башни «Y». В каждом располагались по два 533-мм торпедных аппарата, соответственно правого и левого борта. Боезапас составлял 20 торпед. Британская торпеда имела заряд в 127 кг (280 фунтов) и максимальную дальность 16 900 м (18 500 ярдов) при скорости в 19 узлов. Для управления торпедной стрельбой на кормовой надстройке был установлен пост управления торпедной стрельбой с 2,74-м дальномером.

### Энергетическая установка
Линейные корабли типа «Куин Элизабет» имели четырёхвальную паротурбинную установку, состоящую из двух комплектов турбин с прямым приводом на валы. На «Куин Элизабет», «Малайе» и «Уорспайте» стояли реактивные турбины Парсонса, а на «Бархэме» и «Вэлианте» — активные Браун-Кёртиса. Каждый комплект турбин Парсонса состоял из четырёх турбин высокого и низкого давления в двух корпусах, и турбин экономического хода. Две турбины низкого давления переднего и заднего хода в общем корпусе работали на внутренние валы. На внешние валы работали две турбины высокого давления заднего и переднего хода. Турбины располагались в машинном отсеке, который двумя продольными переборками разделялся на три отделения. В среднем отделении находились турбины низкого давления правого и левого борта, а в бортовых — турбины высокого давления. Кроме того, перед турбинами высокого давления в бортовых отделениях стояли турбины экономического хода с зубчатыми передачами. Эти турбины отключались на полном ходу. На кораблях с турбинами Браун-Кёртиса турбины высокого давления переднего хода и турбины низкого давления переднего и заднего хода в одном корпусе стояли на внутренних валах. Турбина среднего давления переднего хода и высокого давления заднего хода в одном корпусе стояли на внешних валах.
В центральном машинном отделении стояли четыре главных конденсатора и ещё по одному вспомогательному находилось в каждом бортовом. В бортовых отделениях находились также по одному опреснительному агрегату суммарной производительностью 650 длинных тонн пресной воды в сутки. Каждый агрегат состоял из двух испарителей и одного конденсатора.
В четырёх котельных отделениях стояло 24 водотрубных котла, которые также на разных кораблях были разных систем. На «Куин Элизабет», «Малайе» и «Уорспайте» стояли котлы Ярроу, на «Бархэме» и «Вэлианте» — Бабкок-Уилкокс. Максимальное рабочее давление котлов составляло 19,4 атмосфер.
Номинальная продолжительная мощность силовой установки составляла 56 000 л. с., что должно было обеспечить кораблям скорость в 23 узла. При форсировании достигалась мощность 75 000 л. с., что должно было обеспечить скорость в 25 узлов. Полноценные приёмо-сдаточные испытания на мерной миле корабли из-за военного времени не проходили и все данные были получены в ходе заводских испытаний, результаты которых приведены в таблице ниже.
| Данные заводских испытаний | Данные заводских испытаний | Данные заводских испытаний | Данные заводских испытаний  | Данные заводских испытаний | Данные заводских испытаний | Данные заводских испытаний       | Данные заводских испытаний | Данные заводских испытаний | Данные заводских испытаний | Данные заводских испытаний |
| Корабль                    | Турбины                    | Котлы                      | Место                       | Дата испытания             | Дата докования             | Тип испытания                    | Мощность, л. с.            | Скорость                   | об/мин                     | Расход топлива дл. т       |
| -------------------------- | -------------------------- | -------------------------- | --------------------------- | -------------------------- | -------------------------- | -------------------------------- | -------------------------- | -------------------------- | -------------------------- | -------------------------- |
| «Куин Элизабет»            | Парсонса                   | Ярроу                      |                             |                            |                            | полная мощность                  | 57 130                     |                            |                            |                            |
| «Уорспайт»                 | Парсонса                   | Ярроу                      | западное побережье Ирландии | 11.04.1915                 | 22.03.1915                 | 1,5 часовые полная мощность      | 56 580                     | 24,1                       | 274                        | 45,7                       |
| «Уорспайт»                 | Парсонса                   | Ярроу                      | западное побережье Ирландии | 11.04.1915                 | 22.03.1915                 | 2 часовые форсированная мощность | 75 510                     | 24,65                      |                            |                            |
| «Вэлиант»                  | Браун-Кертиса              | Бабкок-Уилкокс             | залив Ферт-оф-Клайд         | 27.02.1916                 | ноябрь 1914                | 2 часовые полная мощность        | 57 315                     |                            |                            |                            |
| «Вэлиант»                  | Браун-Кертиса              | Бабкок-Уилкокс             | залив Ферт-оф-Клайд         | 27.02.1916                 | ноябрь 1914                | форсированная мощность           | 71 112                     |                            |                            |                            |
| «Малайя»                   | Парсонса                   | Ярроу                      | Северное море               | 17.02.1916                 | 14.02.1916                 | 2 часовые полная мощность        | 57 332                     | 23,5                       | 280                        | 66                         |
| «Малайя»                   | Парсонса                   | Ярроу                      | Северное море               | 17.02.1916                 | 14.02.1916                 | 2 часовые форсированная мощность | 76 074                     | 25                         | 304,7                      | 90                         |
| «Малайя»                   | Парсонса                   | Ярроу                      | Северное море               | 17.02.1916                 | 14.02.1916                 | 2 часовые форсированная мощность | 76 200                     | 25                         | 307                        | 90                         |
| «Бархэм»                   | Браун-Кертиса              | Бабкок-Уилкокс             | залив Ферт-оф-Клайд         | 27.08.1915                 | 31.12.1914                 | 2 часовые полная мощность        | 60 950                     |                            | 285                        |                            |
| «Бархэм»                   | Браун-Кертиса              | Бабкок-Уилкокс             | залив Ферт-оф-Клайд         | 27.08.1915                 | 31.12.1914                 | форсированная мощность           | 76 575                     |                            |                            |                            |

Заводские испытания показали, что при благоприятных условиях лучшие из кораблей серии могли достичь скорости 25 узлов. При этом в плохую погоду, при боевом водоизмещении и с заросшим днищем скорость падала. По результатам испытаний были составлены усредненные эксплуатационные данные, по которым достигалась наибольшая продолжительная скорость в 23,25 узла при мощности 67 500 л. с. и наибольшая кратковременная скорость в 24 узла при мощности в 75 000 л.с. и 300 оборотах винта в минуту.
Корабли с турбинами Парсонса показали бо́льшую скорость. «Вэлиант» и «Бархэм» с турбинами Браун-Кёртиса были признанными более медленными, причиной чего считалась недостаточная мощность конденсаторов. Самым медленным в серии был «Вэлиант», у которого кроме конденсаторов была неудачная конструкция сопел турбин высокого давления. Самой быстроходной была «Малайя», которая легко могла достичь 306 оборотов винта вместо 300 проектных, и достичь проектной скорости в 25 узлов.
Адмирал Джеллико, присутствовавший на испытаниях «Бархэма», заключил, что «Вэлиант» был ещё тихоходнее, и пришел к выводу, что 5-я боевая эскадра, составленная из новых линкоров, не сможет иметь хода более 23 узлов. Такая скорость имела слишком малое превосходство над скоростью британского линейного флота и было сомнительно, что эскадру можно развернуть в голове линии, не нарушив её строй. Джелико подчёркивал, что 3-я линейная эскадра немецкого Флота Открытого моря, состоявшая из линкоров типов «Кёниг» и «Кайзер», имеет не намного меньшую скорость. Так что возможности 5-й эскадры в качестве быстроходного крыла Гранд-Флита будут ограничены, особенно если учитывать, что при боевом водоизмещении кораблей турбины не смогут выйти на максимальные обороты.
Чтобы понять реальные возможности новых линкоров, в феврале 1919 решено было испытать линкоры на полном ходу. «Бархэм» проходил испытания на мерной миле в Bute Sound, по пути из Скапа в Инвергордон для ремонта. Во время испытания осадка составляла 9,9 м носом и 10,06 м кормой, что соответствовало водоизмещению 32 250 дл. т. Во время четырех пробегов усредненная скорость составила 23,9 узла при мощности в 70 790 л. с. Лучший результат составил 23,97 узла при мощности в 71 730 л. с.. Данные испытаний остальных кораблей представлены в следующей таблице.
| Данные испытаний 1919 года | Данные испытаний 1919 года | Данные испытаний 1919 года          | Данные испытаний 1919 года | Данные испытаний 1919 года |
| Корабль                    | «Вэлиант»                  | «Уорспайт»                          | «Бархэм»                   | «Малайя»                   |
| -------------------------- | -------------------------- | ----------------------------------- | -------------------------- | -------------------------- |
| Тип испытаний              | 1 час полная мощность      | 2 часа форсаж                       | 1 час форсаж               | 1 час форсаж               |
| Дата                       | 11.03.1919                 | 11.03.1919                          | 21.02.1919                 | 11.03.1919                 |
| Место                      | на пути в Плимут           | северо-западное побережье Шотландии | на пути в Инвергордон      | на пути в Плимут           |
| Средние обороты/мин        | 275,2                      | 296                                 | 289,9                      | 305,85                     |
| Мощность на валах, л. с.   | 57 703                     | 75 800                              | 72 872                     | 76 740                     |
| Скорость, узл.             | 23                         | 23,5                                | 23,8                       | 24,9                       |
| Расход топлива, дл. т      | 33                         |                                     |                            | 45                         |
| Дата последнего докования  | 09.03.1918                 | 25.03.1918                          |                            |                            |

Использование нефти вместо угля требовало размещения бортовых нефтяных бункеров большой глубиной до 9,14 м. Они шли вдоль котельных отделений с двух сторон от противоторпедной переборки, поднимаясь от внутреннего днища до средней палубы. Конструкторы не вмели еще достаточного опыта в создании подобных крупных топливных цистерн, поэтому был изготовлен специальный опытный бункер-макет. По размерам и конструкции он соответствовал реальному и на нём отрабатывались конструктивные решения. С верхней палубы топливо подавалось помпами через заправочные трубопроводы в топливные танки. В топливопроводе был разрывы в виде фильтра для выравнивания давления в танках и очисткой нефти перед ее подачей к котлам. Сами нефтяные насосы были вертикальными одноцилиндровыми паровыми машинами, способными перекачивать 12 т топлива в час. Главные питательные насосы имели производительность 47 тонн в час.
Из-за использования бортовых нефтяных бункеров отпала необходимость хранения угля на палубах выше броневой и на средней палубе освободилась значительная площадь. Было решено использовать это пространство для устройства столовой для команды и других бытовых помещений. Однако устройство вентиляции потребовало бы дополнительных вырезов в переборках, а в районе ватерлинии нужно было обеспечить водонепроницаемое разделение помещений. Поэтому решили ограничиться только некоторыми из предполагаемых бытовых помещений. В этом месте были устроены душевые и прачечная, что в сравнении с предшествующими кораблями значительно улучшило обитаемость.
Наибольшая вместимость бункеров была рассчитана на 3500 дл.т нефти. Однако при нормальном заполнении 95 % она составляла 3325 дл.т. Обычно же принимаемый запас топлива составлял около 2800 дл. т, что было вызвано превышением фактического водоизмещения над проектным. Кроме того, имелся запас угля в 100 т для внутренних нужд. При запасе нефти около 3300 дл. т расчётная дальность плавания должна была составить 8600 морских миль 12,5-узловым ходом и 3900 морских миль 21-узловым.
Электроэнергетическая установка линейных кораблей
По проекту предусматривалась установка двух дизель-генераторов по 450 кВт и двух турбогенераторов по 200 кВт. Они должны были вырабатывать постоянный ток напряжением 200 В, который подавался на главный распределительный щит. Из-за роста потребности в электроэнергии к концу войны «Куин Элизабет» и «Вэлиант» получили по пятому генератору в 200 кВт, приводившемуся в действие от поршневой паровой машины. Другие корабли этого типа получили это оборудование только после войны.

## Представители
| Наименование        | Строительство начато | Ввод в эксплуатацию | Вывод из эксплуатации                                                                                   |
| ------------------- | -------------------- | ------------------- | --- |
| HMS Queen Elizabeth | 21.10.1912           | 22.12.1914          | Разобран на металл в 1948 году                                                                          |
| HMS Warspite        | 31.10.1912           | 08.03.1915          | Сел на мель при переходе к месту утилизации в 1947 году, разобран на месте кораблекрушения к 1955 году. |
| HMS Barham          | 24.02.1913           | 19.10.1915          | Потоплен 25 ноября 1941 года подводной лодкой U-331                                                     |
| HMS Valiant         | 31.10.1913           | 19.02.1916          | Разобран на металл в 1950 году                                                                          |
| HMS Malaya          | 20.10.1913           | 01.02.1916          | Разобран на металл в 1948 году                                                                          |

Канадский Билль о Военно-морской помощи 1912 года (Borden’s Naval Aid Bill) предполагал выделение средств на постройку трёх современных дредноутов (возможно Acadia, Quebec и Ontario), которые, скорее всего, должны были бы стать ещё тремя кораблями этого типа, подобно спонсированной Федеративными Штатами Малайи «Малайе». Однако билль был отвергнут Сенатом Канады, в котором большинство мест имела оппозиционная Либеральная партия. Неизвестно, должны были бы эти корабли служить в Королевском флоте, как «Малайя» или линейный крейсер «Нью Зиленд», либо войти в состав Королевского Канадского флота.

## Модернизации

### Первая модернизация линейного флота (1922—1930)
С подписанием Вашингтонского морского соглашения Великобритания до 1931 года имела право на постройку только двух новых линейных кораблей, поэтому остро встал вопрос модернизации имеющихся. С учетом опыта Первой мировой войны в первую очередь необходимо было усилить защиту от подводных лодок и авиации. Специально организованная, ещё до подписания соглашения, комиссия Адмиралтейства в мае 1922 пришла к выводу о первоочерёдности усиления противоторпедной защиты, хотя и сделала оговорку, что улучшение точности бомбометания могло бы поменять приоритеты. Адмиралтейство считало, что нужно усиливать и противоторпедную защиту путем установки бортовых булей, и защиту от воздушных атак за счёт усиления палубного бронирования. В те времена считалось, что палубная авиация может нести либо 700-кг фугасную бомбу, которая скорее всего будет взрываться в воде и против неё будет работать противоторпедная защита. Горизонтальная же защита должна выдерживать попадание 250-кг бронебойной бомбы. Авиация наземного базирования уже могла нести более мощные бомбы, однако считалось, что её самолёты не могут действовать вдали от берега и потому угроза с их стороны не настолько существенна.
По Вашингтонскому соглашению на усиление защиты можно было потратить не более 3000 длинных тонн. Этого хватило бы для организации защиты погребов от 250-кг бронебойных бомб, но при этом полностью тратился бы 3000-тонный лимит водоизмещения и ничего другого сделать было бы уже нельзя. Усиления палуб над котельными и машинными отделениями в рамках этого лимита вообще невозможно было сделать, так как даже 76-мм палуба пробивалась в любом месте. Дымоходы же без их расширения защитить было нереально, потому что требовалось бы увеличить сечение колосников, что уменьшило бы сечение дымохода для прохода топочных газов. Немаловажным был и финансовый фактор. Установка булей стоила бы британскому бюджету 200 тысяч фунтов стерлингов, а усиление палубной защиты над погребами оценивалось в 350 тыс. При этом на «Худе», «Рипалсе» и четырёх линкорах типа «Ривендж» були уже были установлены и за счёт этого можно было сэкономить. Исходя из всех этих соображений Морской штаб решил усилить противоторпедную защиту, отложив на будущее усиление горизонтальной защиты. Штаб также решил, что для защиты кораблей от воздушных атак в море будет достаточно усилить зенитное вооружение путём установки 102-мм зениток и новых 40-мм «пом-помов» с новыми приборами управления зенитным огнём.
Установку противоторпедных булей осложнили трудности с постановкой кораблей в док. Так, док в Порстмуте был занят модернизацией линкора «Ройал Оак», которая была запланирована ещё до Вашингтонского соглашения. Док в Розайте не мог выполнять такие работы. Для ремонта мог использоваться плавучий док в Девонпорте, но для этого необходимо было провести дноуглубительные работы, что было невозможно при ограниченном бюджете. Поэтому решено было часть работ производить на плаву, во время текущих ремонтов. Так, на «Уорспайте» первый этап работ провели вместе с заменой трубок для котлов. Он должен был первым встать на модернизацию с установкой булей в док в Порстмуте, который освободится после «Ройал Оак». За ним с восьмимесячным интервалом должны были последовать остальные систершипы. Такая разбивка ремонтов на этапы вместе с финансовыми трудностями предопределила разный объём проведённых работ и расхождения во внешнем виде кораблей.

#### План модернизации
Общая стоимость модернизации с установкой булей и нового зенитного вооружения определялась в 195 тысяч фунтов стерлингов для одного корабля.
Були
Кроме подводной защиты установка булей увеличила надводный борт с увеличением запаса плавучести и остойчивости, что частично компенсировало имевшуюся перегрузку, а осадка пришла в соответствие с проектными значениями.
Були выполнялись из двух частей — верхней и нижней. Верхняя часть закрывала броневой пояс и отстояла от борта на 0,915 м. Она делилась водонепроницаемыми вертикальными переборками на отсеки длиной 4,88 м. Нижняя часть отстояла от борта на 1,83 м; переборки шли с шагом 6,1 м. В подводной части в районе миделя между внешней стенкой буля и противоторпедной переборкой получалось три отсека — буль, двойное дно и внутренний отсек. При этом внутренний отсек и отделения двойного дна использовались как нефтяные бункеры. Это также увеличивало стойкость защиты, так как энергия взрыва тратилась на перемещение жидкости. При этом бункеры должны были быть заполнены жидкостью, но не полностью — от 25 до 75 %, оптимальным считалось 50 % заполнение. Поэтому эти бункеры расходовались в последнюю очередь, а после полного расхода топлива их предписывалось заполнять забортной водой. В районе котельных отделений внутрь от противоторпедной переборки находились отсеки, которые также заполнялись нефтью. Так как при гидравлическом ударе эти бункеры могли дать течь во внутренние отсеки, топливо их них предписывалось использовать в первую очередь. В целом в районе миделя ширина противоторпедной защиты увеличивалась с 3,05 до 4,88 м, что должно было обеспечить защиту от взрыва у борта торпеды с боевой частью в 335 кг ТНТ.
В районе погребов топливных бункеров не имелось и сама глубина защиты была меньше. Поэтому здесь были дополнительно устроены защитные камеры, заполняемые забортной водой. Для этого пришлось в районе 33 и 232 шпангоутов пришлось установить дополнительные поперечные переборки. Заполнялись водой эти поперечные отсеки и отсеки двойного дна. Буль в этой районе не заполнялся, так что между его внешней обшивкой и ПТП получались отсеки с заполнением воздух — жидкость — воздух, что должно было обеспечить хорошую защиту. Отсеки двойного дна под погребами должны были заполняться жидкостью не более чем на 50 %. Общая емкость защитных отсеков с жидкостью в районе погребов составляла 815 дл тонн.
Зенитное вооружение
Замена двух 76,2-мм зениток на четыре 102-мм не представляла особой трудности, кроме установки орудий требуя только переделки погребов боезапаса. Сложности возникли при установке зенитного поста (англ. High Angle Control Position — HACP) для их наведения. Зенитному директору нужен был круговой обзор воздушной обстановки и потому единственным местом, которое удовлетворяло всем требованиям, являлась крыша фор-марса, однако она была занята директором главного калибра. Его можно было переместить на площадку под фор-марсом, как на линкорах типа «Ривендж», но тогда возникала зона затенения на кормовых углах. При появлении цели с этого направления требовался перенос управления с директора на пост управления на кормовой башне «X». При существующем на тот момент оборудовании передачи сигнала «шаг за шагом» это приводило к задержкам в стрельбе (новая синхронизированная система передачи сигнала испытывалась в это время на «Тайгере», но ещё не была принята на вооружение).
Кроме того, такое размещение значительно увеличивало верхний вес и требовало большого объёма работ для переделки фор-марса, что целесообразно было проводить при модернизационных работах вместе с установкой булей. «Уорспайт» становился на модернизацию первым и на нем HACP устанавливался сразу на фор-марс. Для остальных линкоров в качестве временной меры было принято решение установить зенитный директор над кормовым постом управления торпедной стрельбой, с последующим переносом его на фор-марс при наделке булей. Фактически же единственным кораблём, на котором был установлен временный директор, оказался «Бархэм», а на остальных переделку фор-марса и установку на нём зенитного поста произвели во время текущих ремонтов.
Переделка мостиков
Вместе с установкой зенитного директора перекомпоновали посты управления артиллерийским огнём на фор-марсе. Были разнесены посты управления главным калибром и огнём 152-мм орудий. Пост управления ГК находился впереди, позади него находился пост управления зенитным огнём, а по бокам от зенитного поста находились посты управления 152-мм орудиями. Таким образом, старший артиллерийский офицер мог легко переходить с одного поста на другой. Под фор-марсом установили новую площадку, на которую установили директор ГК. Позади штурманской рубки оборудовали пост управления торпедной стрельбой с 2,74-м дальномером. Парусиновую обшивку компасной площадки заменяли стальными листами, обеспечивавшими противопульную защиту. Также перепланировали компасную площадку и некоторые другие платформы.
Дымовые трубы
Завихрения воздуха за новой надстройкой могли привести к подтягиванию дыма к её задней части. Для устранения этого дефекта в феврале 1924, по предложению начальника управления кораблестроения (англ. Director of Naval Construction), решили объединить носовую и кормовую трубы.

#### «Уорспайт»
Перестройка линкора проводилась с ноября 1924 года по апрель 1926 года в Портсмуте. Были выполнены следующие работы.
- Установлены бортовые були и защитные отсеки с водой вокруг погребов.
- Заменены две 76,2-мм зенитки на четыре 102-мм зенитных орудия.
- Установлен новый фор-марс с зенитным постом HACP, оборудованным 3,65-метровым дальномером типа UВ/4.
- Установлена новая платформа под фор-марсом и на нее с фор-марса перенесен директор ГК.
- Перестроен и сделан закрытым пост управления торпедной стрельбой над штурманской рубкой.
- Переделаны надстройки мостика. Компасная платформа расширена и прикрыта по периметру стальными листами. Расширены адмиральский мостик и прожекторная платформа. Два 914-мм прожектора заменены на два 609-мм сигнальных прожектора. Сигнальная площадка расширена и продлена в корму вплоть до дымовой трубы.
- Стеньга фор-марса снята и заменена короткой стеньгой высотой 3,96 метра от палубы наблюдательного поста. Ее переделка понадобилась для обеспечения свободного обзора поста управления зенитным огнем. К стеньге крепилась главная передающая антенна, так что полностью отказаться от нее было нельзя.
- С грот-мачты сняты прожектора и их посты управления.
- В радиопостах размещены радиостанции ближнего действия. Их антенны крепились к кормовым прожекторным площадкам на дымовой трубе.
- Установлена дополнительная защита ряда помещений от проникновения загрязненного воздуха и газов. В частности, газонепроницаемым сделан центральный пост в нижней боевой рубке.
- Дымовые трубы сведены в одну, которая была размещена на месте кормовой трубы.

#### «Куин Элизабет»
На «Куин Элизабет» работы проводились в несколько этапов. В августе-сентябре 1924 сняты два 76-мм зенитки и установлены две 102-мм. С грот-мачты демонтированы прожекторы вместе с их постами управления. Между ноябрем 1925 года и январем 1926 года установлена вторая пара 102-мм орудий. По первоначальным планам предполагалось, что после выхода из дока «Уорспайта» его место для установки булей займет «Вэлиант», однако в итоге в док встала «Куин Элизабет». Ремонт на верфи в Портсмуте длился с июня по октябрь 1927 года. Были выполнены следующие работы:
- Установлены бортовые були и защитные отсеки с водой вокруг погребов.
- Установлен новый фор-марс с зенитным постом, оснащенным дальномером.
- Установлена площадка под фор-марсом и на неё перенесён директор ГК.
- Переделаны мостики. Компасная платформа расширена и прикрыта по периметру стальными листами. Адмиральский мостик расширен, но, в отличие от «Уорспайта», не в кормовой, а в передней части, и дополнительно обшит стальными листами; расширена прожекторная платформа с заменой двух 914-мм на два 609-мм сигнальных прожектора; сигнальная платформа расширена и продлена в корму до дымовой трубы;
- Снята стеньга фор-марса, при этом главная передающая антенна прикреплена к фор-марсу со стороны кормы.
- На кормовой части платформы поста СУАО ГК установлен средневолновый пеленгаторный пост с вращающейся рамочной антенной.
- Кормовой пост управления торпедной стрельбой заменён более лёгким, поднят на уровень выше. Бронированный торпедный дальномерный пост оставлен на своем месте.
- Переделана кормовая надстройка, некоторые платформы на ней расширены.
- В радиорубках установлены радиостанции ближнего радиуса действия с антеннами, идущими к кормовым площадкам на дымовой трубе.
- Установлена противопульная защита некоторых помещений на надстройке.
- Две дымовых трубы объединены в одну.
- С кормовой орудийной башни «X» демонтирована стартовая самолётная площадка.
- На краях палубы полубака, побортно от грот-мачты, размещены резервуары с авиационным бензином, которые в случае опасности можно было сбросить за борт.

#### «Малайя»
В апреле-мае 1924 года две 76,2 мм зенитки заменены на две 102-мм и сняты прожекторные посты на грот-мачте. Во время текущего ремонта в июле-сентябре 1926 года установлена вторая пара 102-мм орудий. Тогда же установлены новый фор-марс со стеньгой, пост управления зенитной стрельбой HACP и перенесен директор главного калибра. К этому времени были установлены коротковолновые радиостанции с антенной, прикрепленной к прожекторному посту на дымовой трубе. В 1927 году были обнаружены протечки в носовой части булей на «Уорспайт» и «Куин Элизабет», поэтому их конструкция на последующих кораблях была изменена. Начальник управления кораблестроения предположил, что причиной течи была вибрация бортовой обшивки в местах, которые уже получили дополнительные подкрепления в 1915 году, и предложил усилить эти места. Также носовые и кормовые оконечности булей вместо прежней плоской формы стали округлыми. Это позволило использовать горячую клёпку вместо ранее применявшегося крепления винтами с последующим их расклёпыванием. Оконечности водонепроницаемых отсеков булей заполнялись деревом. «Уорспайт» и «Куин Элизабет» имели дифферент на нос, поэтому на последующих кораблях решено было продлить були в нос на 3,65 м. По примеру линкоров типа «Ривендж» в носовой оконечности верхнюю кромку булей сделали со скосом вниз.
Перестройка «Малайи» началась в сентябре 1927 года, в марте 1929 года линкор вернулся в строй. «Малайя» была во многом идентична «Уорспайту», на ней был выполнен следующий объем работ:
- Установлены модифицированные були и защитные отсеки с водой вокруг погребов.
- Пост управления торпедной стрельбой перенесён на один уровень также как на «Уорспайте».
- Аналогично «Уорспайту» изменена носовая надстройка и мостики.
- На имеющемся зенитном посту HACP на фор-марсе установлен новый гиростабилизированный зенитный директор HACS Mk I (High Angle Control System Mk I).
- На краях палубы полубака установлены ёмкости с авиационным бензином, такие же как «Куин Элизабет».
- Усовершенствована система подачи боезапаса среднего калибра.
- Важные помещения получили дополнительную защиту.
- Снята стеньга фор-марса, а главная передающая антенна прикреплена к кормовой стороне фор-марса.
- Две дымовые трубы объединены в одну.

#### «Вэлиант»
С января по март 1925 года две 76-мм зенитки заменены на две 102-мм. Между июнем и августом 1926 года была установлена вторая пара 102-мм орудий, сняты прожекторные посты на грот-мачте и установлены радиостанции ближнего радиуса действия. Дальномер, установленный в 1923—1924 годах на крыше боевой рубки, перенесён на площадку поверх компасной платформы. С марта по июль 1927 года во время текущего ремонта был установлен новый фор-марс с зенитным постом HACP.
Капитальная модернизация с постановкой в сухой док проводилась в Портсмуте с марта 1929 года по декабрь 1930 года. Были выполнены следующие работы:
- Установлены модифицированные були и защитные отсеки с водой вокруг погребов.
- На зенитном посту на фор-марсе установлен новый зенитный директор HACS Mk I.
- Модифицирована подача 152-мм снарядов.
- Кормовой пост управления торпедной стрельбой заменен на более лёгкий с сохранением дальномера.
- Важные помещения на надстройке получили дополнительную защиту.
- Две дымовые трубы объединены в одну.
- В кормовой части платформы поста директора ГК под фор-марсом установлен средневолновой пеленгаторный пост с вращающейся рамочной антенной.
- На юте установлена катапульта Е-1-Н для запуска гидросамолета Fairy.III.F и 4-тонный кран для подъёма его с воды;
- С башни «Х» снята стартовая площадка для колёсных самолетов.
- На платформе боевой рубки установлены зенитные 40-мм автоматы «Пом-пом» Mk.V, а под фор-марсом установлен один директор Mk I для их управления. По проекту их должно было быть два с установкой побортно, но второго в наличии не было.
- В кормовом торпедном отделении демонтированы торпедные аппараты, а сами отсеки разделены переборками и использованы в качестве кладовых.
- Модифицированы прожекторные площадки на дымовой трубе и установлены посты для их дистанционного управления.

Испытания выявили проблему с обдуванием мостиков. Компасная платформа обшивалась листами высотой 1,27 м с загнутыми наружу верхними кромками для отклонения вверх потока набегающего воздуха. Непосредственно за щитом находилась зона, защищённая от ветра, однако уже в 1,5-1,8 м от щита поток воздуха отклонялся вниз с такой силой, что на уровне азимутной шкалы компаса делал снятие пеленга практически невозможным. Далее поток разделялся штурманской рубкой на два потока, которые устремлялись вниз на боковые части компасной площадки, так что в этом месте нельзя было стоять без опоры. На верфи в Портсмуте попытались на скорую руку решить эту проблему, установив на свесах компасной площадки решетчатые пластины высотой 762 мм, однако это мало помогло и в конечном счёте над компасной площадкой поверх боковой стальной обшивки соорудили деревянное прикрытие, полностью закрывающее площадку. Эти работы затем были выполнены и на других однотипных кораблях.

#### «Бархэм»
С ноября 1924 по январь 1925 два 76,2 мм зенитных орудия заменили на два 102-мм, сняли прожекторные посты с грот-мачты и установили радиостанции ближнего радиуса действия. В октябре-ноябре 1926 года установили вторую пару 102-мм орудий и в корме над постом управления торпедной стрельбой установили временный зенитный пост.
В феврале-июле 1928 во время текущего ремонта установили новый фор-марс со стеньгой, разместили на нём наблюдательный пост СУАО ГК и зенитный пост. С кормы зенитный пост был убран. С носовой надстройки сняли прожекторную платформу с двумя 914-мм прожекторами. Капитальная перестройка «Бархэма» началась только в январе 1931 года, поэтому выполнялась вместе с работами по второй программе модернизации и будет описана в соответствующем разделе.

## Оценка проекта
Линкоры типа Queen Elizabeth в свое время превосходили своих предшественников и линкоры других стран. Немецкие дредноуты типа König также уступали этим кораблям, однако дредноуты типа Байерн были сравнимы по характеристикам, за исключением меньшей скорости. На линкорах типа «Куин Элизабет» впервые было использовано нефтяное отопление котлов. В их проекте было много общего с кораблями типа «Айрон Дюк», но в то же время содержался ряд важных нововведений, так что строительство линкоров типа «Куин Элизабет» следует рассматривать как один из поворотных моментов в истории военного судостроения.
|                                 | «Нью-Йорк»                  | «Куин Элизабет»                            | «Айрон Дюк»                            | «Дерфлингер»                       | «Кёниг»                             |
| ------------------------------- | --------------------------- | ------------------------------------------ | -------------------------------------- | ---------------------------------- | ----------------------------------- |
| Год закладки                    | 1911                        | 1912                                       | 1912                                   | 1912                               | 1911                                |
| Год ввода в строй               | 1914                        | 1915                                       | 1914                                   | 1914                               | 1914                                |
| Водоизмещение нормальное, т     | 27 432                      | 29 200                                     | 25 400                                 | 26 600                             | 25 390                              |
| Полное, т                       | 28 820                      | 33 020                                     | 30 032                                 | 31 200                             | 29 200                              |
| Тип СУ                          | ПМ                          | ПТ                                         | ПТ                                     | ПТ                                 | ПТ                                  |
| Мощность, л. с.                 | 28 100                      | 56 000                                     | 29 000                                 | 63 000                             | 31 000                              |
| Полная скорость, узл.           | 21                          | 23                                         | 21,25                                  | 26,5                               | 21                                  |
| Максимальная скорость, узл.     | 21,13                       | 24                                         | 21,5-22,0                              | 25,5-26,5                          | 21,2-21,3                           |
| Дальность, миль (на ходу, узл.) | 7684 (12)                   | 5000 (12)                                  | 4500 (20) 8100 (12)                    | 5600 (14)                          | 6800 (12)                           |
| Бронирование, мм                |                             |                                            |                                        |                                    |                                     |
| Пояс                            | 305                         | 330                                        | 305                                    | 300                                | 350                                 |
| Палуба                          | 35—63                       | 70-95                                      | 45—89                                  | 50—80                              | 60—100                              |
| Башни                           | 356                         | 330                                        | 279                                    | 270                                | 300                                 |
| Барбеты                         | 254                         | 254                                        | 254                                    | 260                                | 300                                 |
| Рубка                           | 305                         | 279                                        | 279                                    | 300                                | 350                                 |
| Схема размещения вооружения     |                             |                                            |                                        |                                    |                                     |
| Вооружение                      | 5×2 356/45 21×1×127/51 4 ТА | 4×2×381/42 16×152/45 2×76,2 2×1 47-мм 4 ТА | 5×2×343/45 12×152-мм/45 4×1 47-мм 4 ТА | 4×2×305/50 12×1×150/45 4×1×88 4 ТА | 5×2×305/50 14×1×150/45 10×1×88 5 ТА |

## Использованная литература и источники
1. 1 2 3  Raven, Roberts. British Battleships of WW2. — P. 13.
2. ↑  Parkes, 1990, p. 560.
3. 1 2  Burt. British Battleships WW1. — P. 252
4. ↑  Friedman, 2015, p. 288.
5. 1 2 3 4 5 6  Raven, Roberts. British Battleships of WW2. — P. 14.
6. ↑  Friedman, 2015, p. 286.
7. 1 2  Roberts. Battlecruisers. — P. 26
8. ↑  Parkes, 1990, p. 561.
9. 1 2 3 4  Friedman, 2015, p. 289.
10. 1 2  Friedman, 2015, p. 290.
11. 1 2 3  Raven, Roberts. British Battleships of WW2. — P. 17.
12. ↑  Паркс О. Линкоры Британской империи. Ч. VII. Эпоха дредноутов Галея-Принт с. 54
13. 1 2 3 4 5  Raven, Roberts. British Battleships of WW2. — P. 21.
14. 1 2 3 4 5 6 7 8 9 10 11 12  Raven, Roberts. British Battleships of WW2. — P. 26.
15. ↑  Anatomy of the Warspite, 2002, p. 10.
16. ↑  Burt. British Battleships WW1. — P. 260
17. ↑  А. А. Михайлов. Линейные корабли типа «Куин Элизабет». — 2001. — С. 5. — 96 с.
18. ↑  British 13.5"/45 (34.3 cm) Mark V(L) 13.5"/45 (34.3 cm) Mark V(H). NavWeaps.com (1 мая 2009). Дата обращения: 4 октября 2011. Архивировано 19 апреля 2012 года.
19. ↑  Метр-килограмм-сила
20. ↑  указанны данные о бронепробиваемости для снаряда без наконечника, ударяющегося о плиту под нормальным углом (90° к поверхности)
21. ↑  Warship monographs №2, 1972, p. 11.
22. ↑  United Kingdom / Britain 15-inch (38.1 cm) Mark I. Дата обращения: 30 августа 2023. Архивировано 20 июля 2019 года.
23. 1 2 3 4 5 6 7  Raven, Roberts. British Battleships of WW2. — P. 20.
24. 1 2 3  Burt. British Battleships WW1. — P. 257
25. 1 2 3 4  Anatomy of the Warspite, 2002, p. 12.
26. 1 2 3  http://www.dreadnoughtproject.org/tfs/index.php/Queen_Elizabeth_Class_Battleship_(1913) Архивная копия от 21 мая 2023 на Wayback Machine Queen Elizabeth Class Battleship (1913), раздел на сайте dreadnoughtproject.org
27. ↑  Warship monographs №2, 1972, p. 8.
28. 1 2  Warship monographs №2, 1972, p. 12.
29. ↑  Raven, Roberts. British Battleships of WW2. — P. 26-27.
30. 1 2 3 4  Warship monographs №2, 1972, p. 13.
31. 1 2 3 4 5 6 7 8  Raven, Roberts. British Battleships of WW2. — P. 29.
32. 1 2 3 4  Raven, Roberts. British Battleships of WW2. — P. 27.
33. 1 2 3  Raven, Roberts. British Battleships of WW2. — P. 28.
34. 1 2  Burt. British Battleships WW1. — P. 261
35. ↑  Borden’s Naval Aid Bill, 1912. Дата обращения: 13 марта 2009. Архивировано 27 апреля 2009 года.
36. 1 2  Raven, Roberts. British Battleships of WW2. — P. 128.
37. 1 2 3 4 5  Raven, Roberts. British Battleships of WW2. — P. 129.
38. 1 2 3  Raven, Roberts. British Battleships of WW2. — P. 130.
39. 1 2 3 4  Raven, Roberts. British Battleships of WW2. — P. 131.
40. 1 2  Raven, Roberts. British Battleships of WW2. — P. 132.
41. ↑  Raven, Roberts. British Battleships of WW2. — P. 133.
42. 1 2 3  Raven, Roberts. British Battleships of WW2. — P. 134.
43. ↑  Raven, Roberts. British Battleships of WW2. — P. 134-137.
44. 1 2  Raven, Roberts. British Battleships of WW2. — P. 137.
45. ↑  Михайлов, 2001, с. 3.
46. ↑  Conway's, 1906—1921. — P.115
47. ↑  Паркс. Линкоры Британской империи. Том 7. — С. 50.
48. ↑  Conway's, 1906—1921. — P.33
49. ↑  Conway's, 1906—1921. — P.31
50. ↑  Gröner. Band 1. — S.83-85
51. ↑  Gröner. Band 1. — S.51